# Хостен, Дженнифер
Дженнифер Хостен (англ. Jennifer Hosten; род. 31 октября 1947, Сент-Джорджес) — диктор гренадского радио, специалист по развитию, дипломат, писательница, фотомодель и королева красоты, выигравшая конкурс «Мисс мира 1970», представляя Гренаду.

## Биография
Дженнифер Хостен родилась 31 октября 1947 года в Сент-Джорджес на острове Гренада. Она стала первой чернокожей женщиной и первой женщиной из своей страны, завоевавшей этот титул. Весь конкурс был спорным ещё до того, как был объявлен результат. Впоследствии были выдвинуты обвинения о влиянии премьер-министра Гренады Эрика Мэтью Гейри, входившего в состав жюри конкурса и, разумеется, симпатизировал своей соотечественнице.
Конкурс 1970 года проходил в столице Великобритании городе Лондоне. Всё началось со скандала, потому что организаторы допустили в жюри сразу двух участников из Южной Африки, одного чёрного и одного белого. Вечером прошли акции протеста женщин-активисток и в участниц была брошена мука. Комик Боб Хоуп был даже слегка побит. Это было время, когда расизм в США ещё процветал, и надписи «Только для белых» не являлись диковинкой.
Ещё большие разногласия последовали после объявления результатов голосования. Победила Дженнифер Хостен, став первой чернокожей женщиной, выигравшей Мисс Мира, а другая чернокожая участница из Южной Африки заняла второе место.

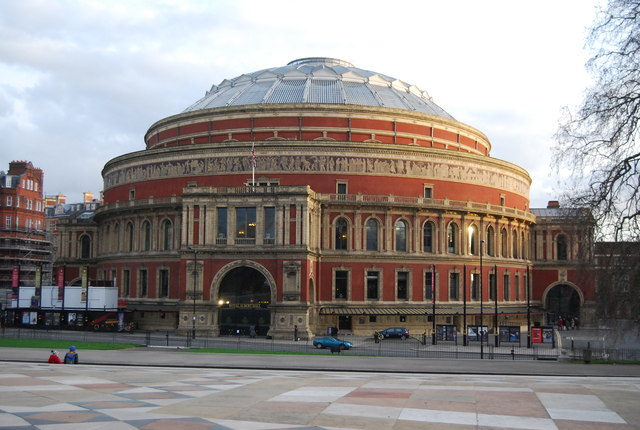
Альберт-холл, где проходил конкурс «Мисс мира 1970»

Би-би-си и другие газеты получили многочисленные протесты по поводу результата, и все стороны выдвинули обвинения в расизме. Четверо из девяти судей отдали первое место Мисс Швеции, в то время как Мисс Гренада получила только два первых места, набрав наибольшее количество баллов. Мисс Швеция, которая должна была победить, заняла лишь четвёртое место. Кроме того, в состав жюри входил премьер-министр Гренады Эрик Гейри. Хотя в конкурсе также приняли участие судьи из нескольких других стран, было много обвинений в том, что конкурс был сфальсифицирован. Некоторые зрители собрались на улице возле Королевского Альберт-Холла после конкурса и скандировали «Швеция, Швеция». Четыре дня спустя организационный директор Джулия Морли (супруга создателя «Мисс Мира») подала в отставку из-за сильного давления со стороны прессы. Спустя годы сообщалось, что мисс Швеция Марджори Кристель Йоханссон заявила, что её обманом лишили короны.
Муж Джулии Морли, Эрик Морли, был председателем компании, владевшей франшизой «Мисс Мира». Чтобы опровергнуть обвинения, Эрик Морли выставил на всеобщее обозрение бюллетени судейской коллегии и описал сложную «систему голосования большинством». Эти карточки показали, что у Хостен было больше отметок на 2-м, 3-м, 4-м и 5-м позициях по сравнению с Мисс Швецией и другими пятью финалистками. Страсти поутихли и Джулия Морли восстановила свою работу в компании.

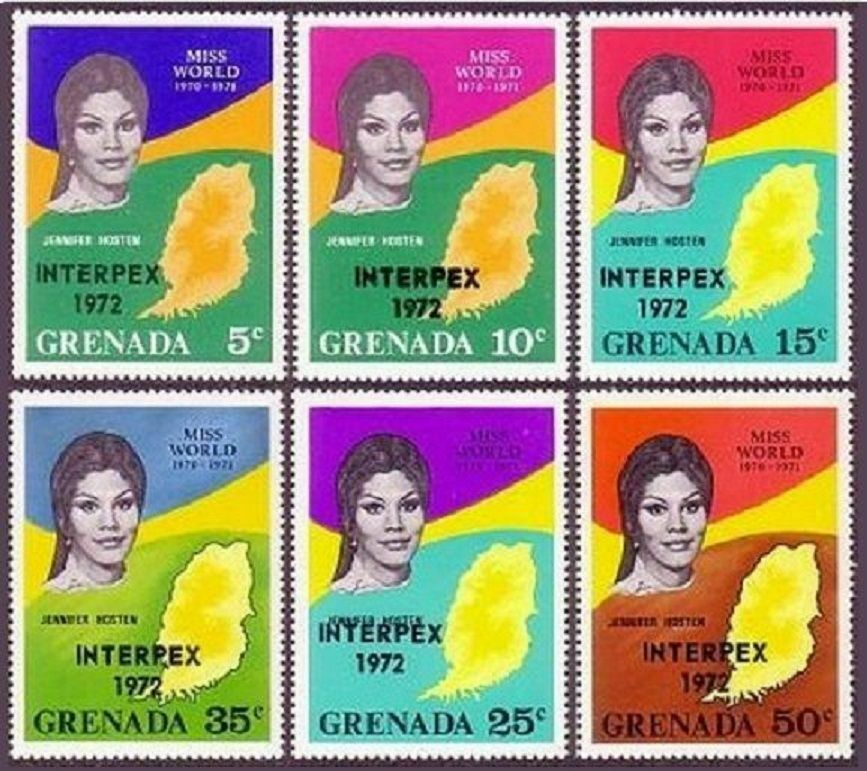
Почтовые марки Гренады выпущенные в честь победы Дженнифер Хостен на конкурсе «Мисс мира 1970»

Д. Хостен присоединилась к Бобу Хоупу в его ежегодном турне по вооружённым силам США за границей и с достоинством неоднократно появлялась по всему миру, несмотря на неутихающие споры вокруг её победы. В 1971 году в ознаменование её коронации были выпущены почтовые марки Гренады номиналом от 5 до 50 центов.
Затем Дженни Хостен работала в авиакомпании «Air Canada» по связям с клиентами и вышла замуж за Дэвида Крейга (англ. David Craig), ИТ-менеджера IBM. Они жили на Бермудских островах до 1973 года, пока не переехали в канадский город Онтарио. У них родились двое детей: дочь София Крейг и сын Бо Крейг; сейчас у неё уже пятеро маленьких внуков.
Дженнифер Хостен получила степень магистра политических наук и международных отношений в Карлтонском университете в Оттаве. Дженнифер Хостен Крейг была Верховным комиссаром в Канаде от Гренады с 1978 по 1981 год. В 1998 году она работала техническим советником по торговле в Организации восточнокарибских государств (ОВКГ), живя на острове Сент-Люсия. Затем она работала канадским дипломатом (отдел помощи) в Высшей комиссии Канады в Дакке, Бангладеш, прежде чем вернуться на Карибы.
В 1992 году она опубликовала академическое исследование «Влияние Североамериканского соглашения о свободной торговле на Карибское содружество».
В августе 2005 года Хостен открыла «Jenny's Place», пляжные апартаменты-студии на пляже Гранд-Анс в Гренаде.
В конце 2006 года Хостен была назначена национальным директором конкурса «Мисс Гренада». Мероприятие состоялось 31 марта 2007 года, и на нём сразу была выбрана третья в истории девушка из Гренады, которая участвовала в финале «Мисс Мира».
В 2011 году Хостен окончила Йорквиллский университет в Нью-Брансуике, Канада, со степенью магистра в области консультирования (психология). В настоящее время она работает зарегистрированным психотерапевтом в Оквилле, Онтарио.
Дженнифер Хостен играет Гугу Эмбата-Роу в британо-французской комедии-драме 2020 года «Неправильное поведение» о конкурсе «Мисс мира 1970 года».
Её автобиография «Beyond Miss World» была опубликована в 2008 году.

## Избранная библиография
- The Effect of a North American Free Trade Agreement on the Commonwealth Caribbean, 1992, ISBN 978-0773495548
- Beyond Miss World, autobiography, 2008, ISBN 978-9768219046
- Miss World 1970: The Craziest Pageant in History and the Rest of My Life, Sutherland House Incorporated, 2020.